# 科帕卡巴纳
22°58′1.32″S 43°10′50.51″W / 22.9670333°S 43.1806972°W

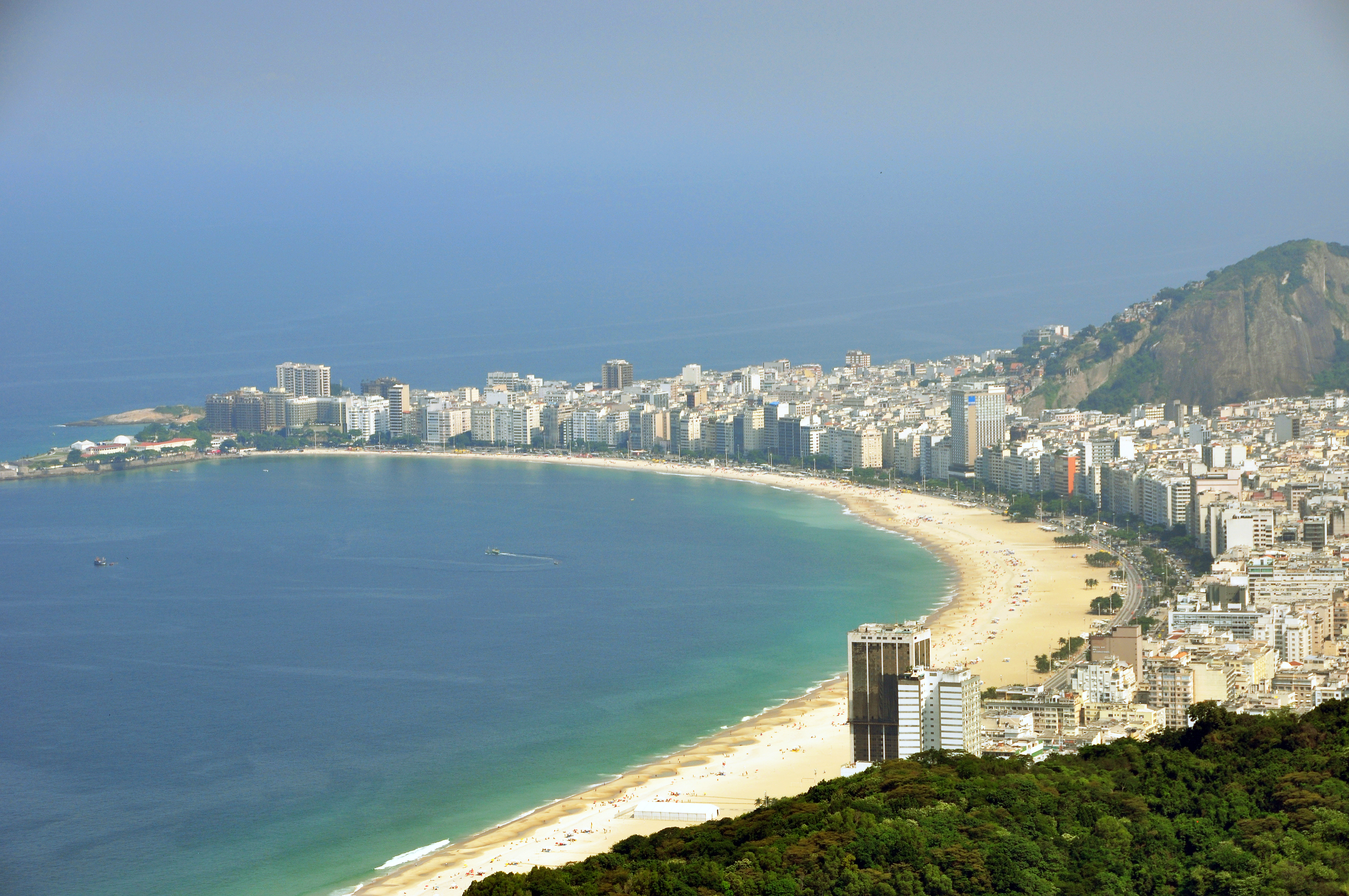
科帕卡巴纳海滩

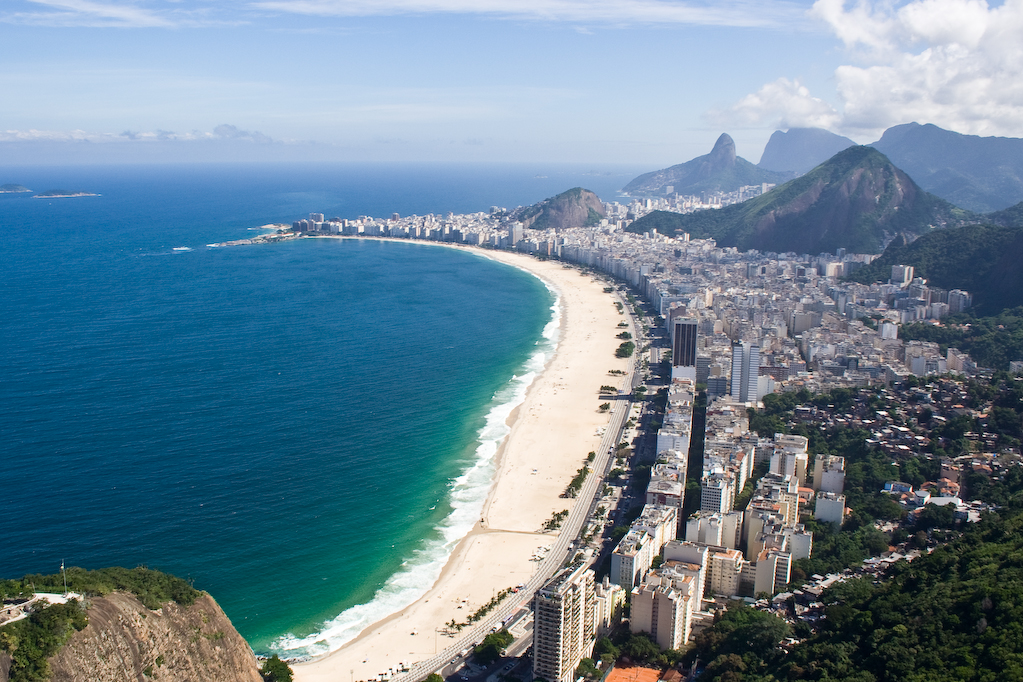
科帕卡巴纳海滩

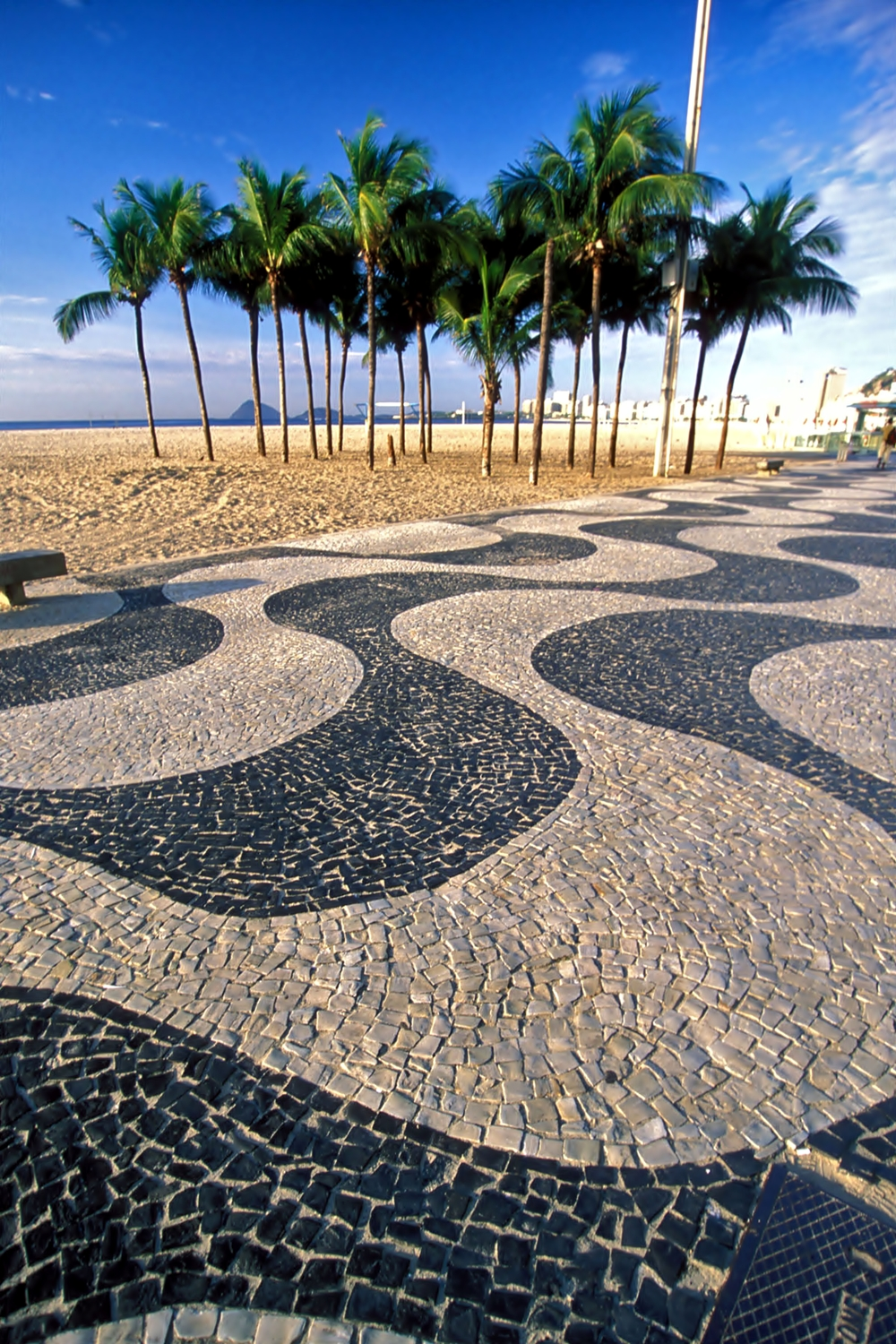
葡式碎石路

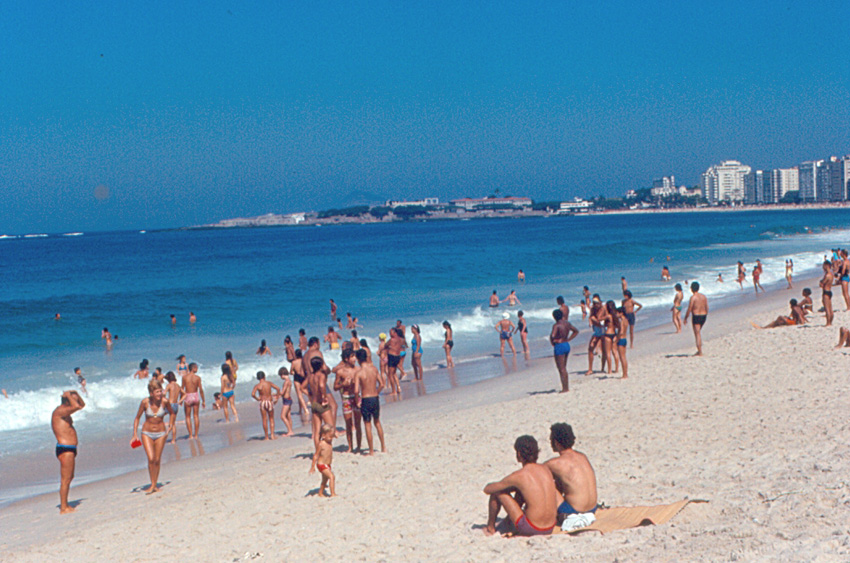

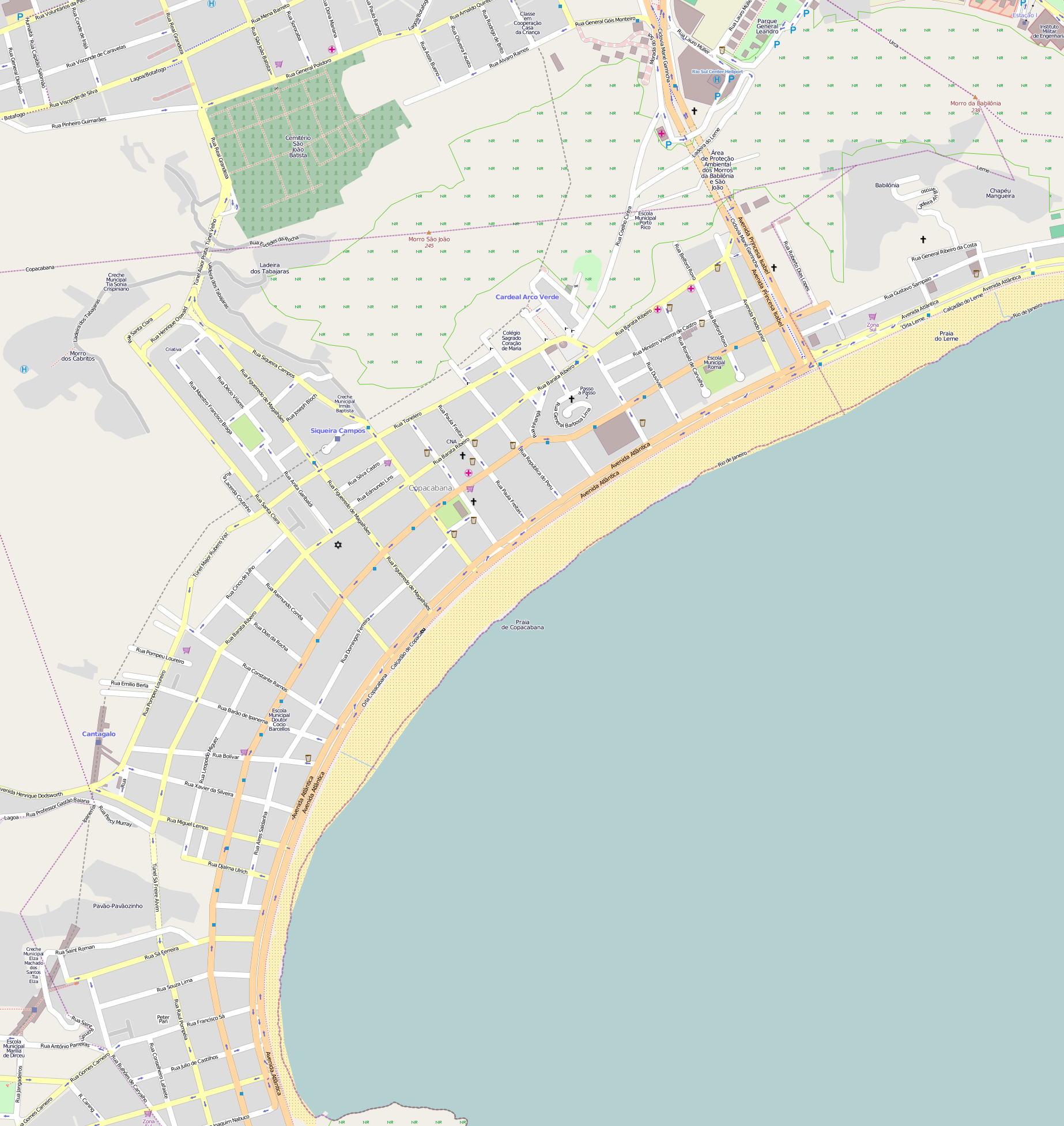
地图

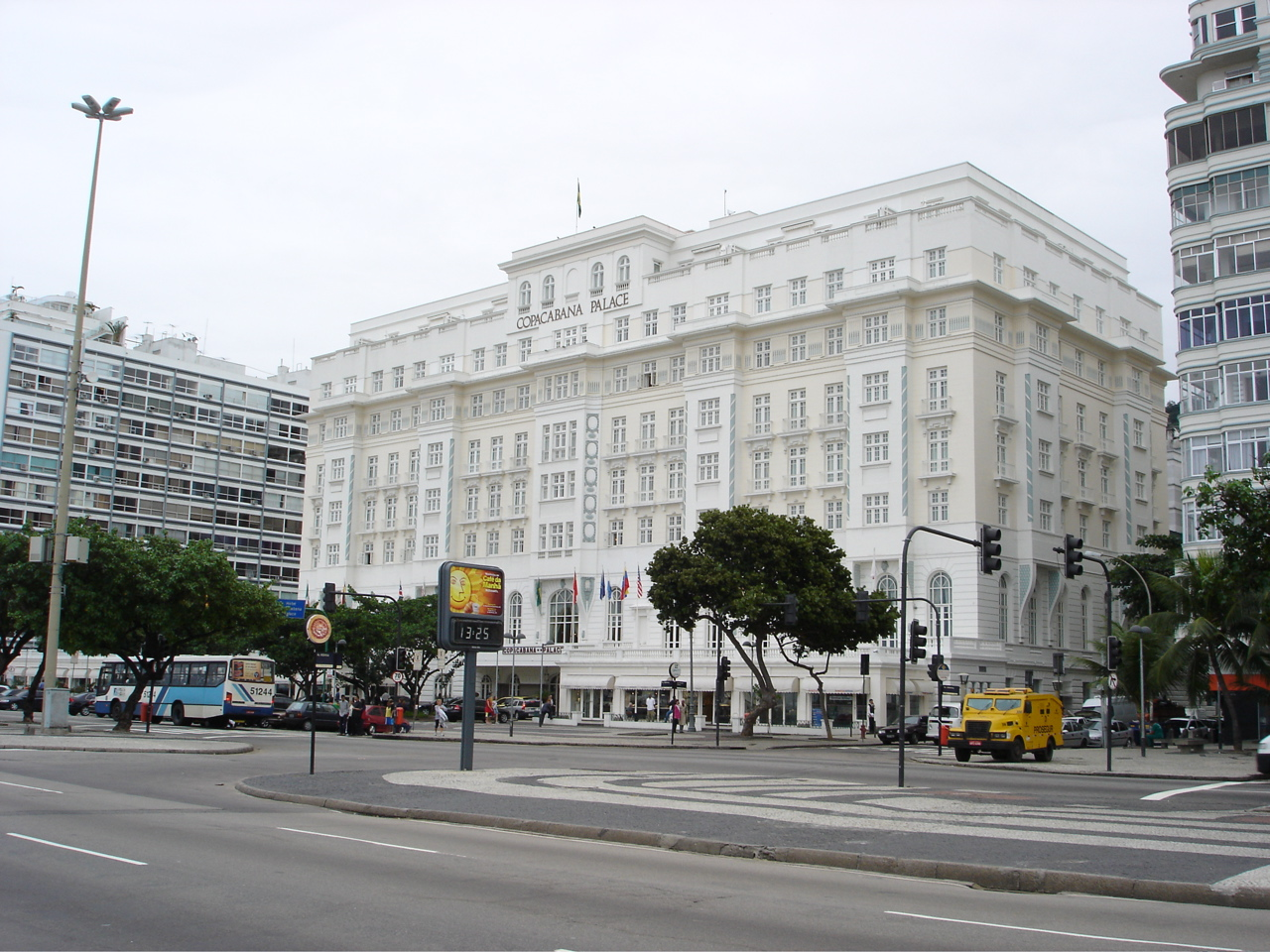
科帕卡巴纳宫酒店

科帕卡巴纳（葡萄牙語：Copacabana，葡萄牙語發音：[kɔpakɐˈbɐ̃nɐ, ko-, -pɐ-, -kaˈ-]）是巴西里约热内卢南区的一个街区，面积7.84 km²，人口16万。该区以4公里长的海滩著称，这是全世界最著名的海滩之一。酒店，餐馆，酒吧，夜总会和住宅楼宇点缀4公里长的海滨葡式碎石路。
该地得名于玻利维亚的主保圣人科帕卡巴纳圣母。
每年元旦前夕，数以百万计的狂欢者在此庆祝，在大多数年份里，也是国际足联沙滩足球世界杯的官方场地。
美式足球从此引入巴西。

## 著名事件
- 1994年12月31日的除夕庆祝活动举办了一场罗德·斯图尔特演唱会，达到350万人，为规模最大的音乐会[4]。
- 2005年3月21日，蓝尼·克罗维兹在30万人面前表演，在一个星期一的晚上。
- 2006年2月18日，星期六，滚石乐队吸引了超过150万的人来到海滩。
- 2013年7月28日，300萬名天主教青年參加了世界青年節閉幕彌撒，由教宗方濟各主祭。
- 2024年5月4日，瑪丹娜 (Madonna) 在此地舉辦其Celebration世界巡迴演唱會的最後一場演出，吸引超過160萬人參與。[5]
- 2025年5月3日，Lady Gaga在該海灘舉辦她的The Mayhem Ball Tour宣傳演出，該演出以完全免費的形式進行，吸引到場人數逾210萬人，打破瑪丹娜紀錄，Lady Gaga亦成爲該海灘演出歷史上到場人數最多的單場獨唱女性藝人。[6]

### 引用
1. ↑  .   [2013-05-03]. （原始内容存档于2016-06-10）.
2. ↑  .   [2013-01-26]. （原始内容存档于2013-01-26）.
3. ↑  Football in Brazil. Wait, Don't You Mean Soccer?! （页面存档备份，存于） at Bleacher Report
4. ↑  . London: BBC News. 2006-02-19  [2009-01-21]. （原始内容存档于2017-08-16）.
5. ↑  Milhorance, Flávia; Jacobs, Julia. . The New York Times. 2024-05-05  [2024-05-11]. ISSN 0362-4331. （原始内容存档于2024-10-07） （美国英语）.
6. ↑  Malleret, Constance. . The Guardian. 2025-05-04  [2025-05-04]. ISSN 0261-3077 （英国英语）.